# Ciasna
Ciasna – wieś w Polsce położona w województwie śląskim, w powiecie lublinieckim, w gminie Ciasna. Historycznie leży na Górnym Śląsku.
W latach 1954–1972 wieś należała i była siedzibą władz gromady Ciasna. W latach 1975–1998 miejscowość administracyjnie należała do województwa częstochowskiego.
Miejscowość jest siedzibą gminy Ciasna.

## Nazwa
Nazwa miejscowości wzmiankowana była m.in. w formach villa Czasno (1687-1688), Czasno (1743), Cziasko (1783), Cziasnau, Cziasna (1845), Ciasna, niem. Cziasnau (1880), Ciasna (Cziasnau) – Teichwalde (1939), Teichwalde –  Ciasna, -ej, ciaśniański (1946).
Nazwa pochodzi od wyrazu ciasny, czyli ‘wąski’. Ma charakter topograficzny i odnosi się do faktu, że wieś położona jest między stawami, zatem w ciasnym miejscu. W wymowie gwarowej nazwa przybiera formę Ciasno, ponieważ wygłosowe a pochylone wymawiane jest jak o. Do języka niemieckiego nazwa została zaadaptowana w postaci Cziasnau. W 1936 roku hitlerowska administracja III Rzeszy przemianowała wieś na Teichwalde. Nazwa została utworzona od niemieckich rzeczowników pospolitych Teich ‘staw’ i Wald ‘las’.
Polska nazwa w formie Ciasna formalnie obowiązuje od 16 grudnia 1946 roku.

## Historia
Od XIX wieku do 1941 r. gmina używała pieczęci z wizerunkiem:  trzy wysokie drzewa wyrastające z murawy, nad nimi gwiazda.

## Zabytki
- Pałac w Ciasnej

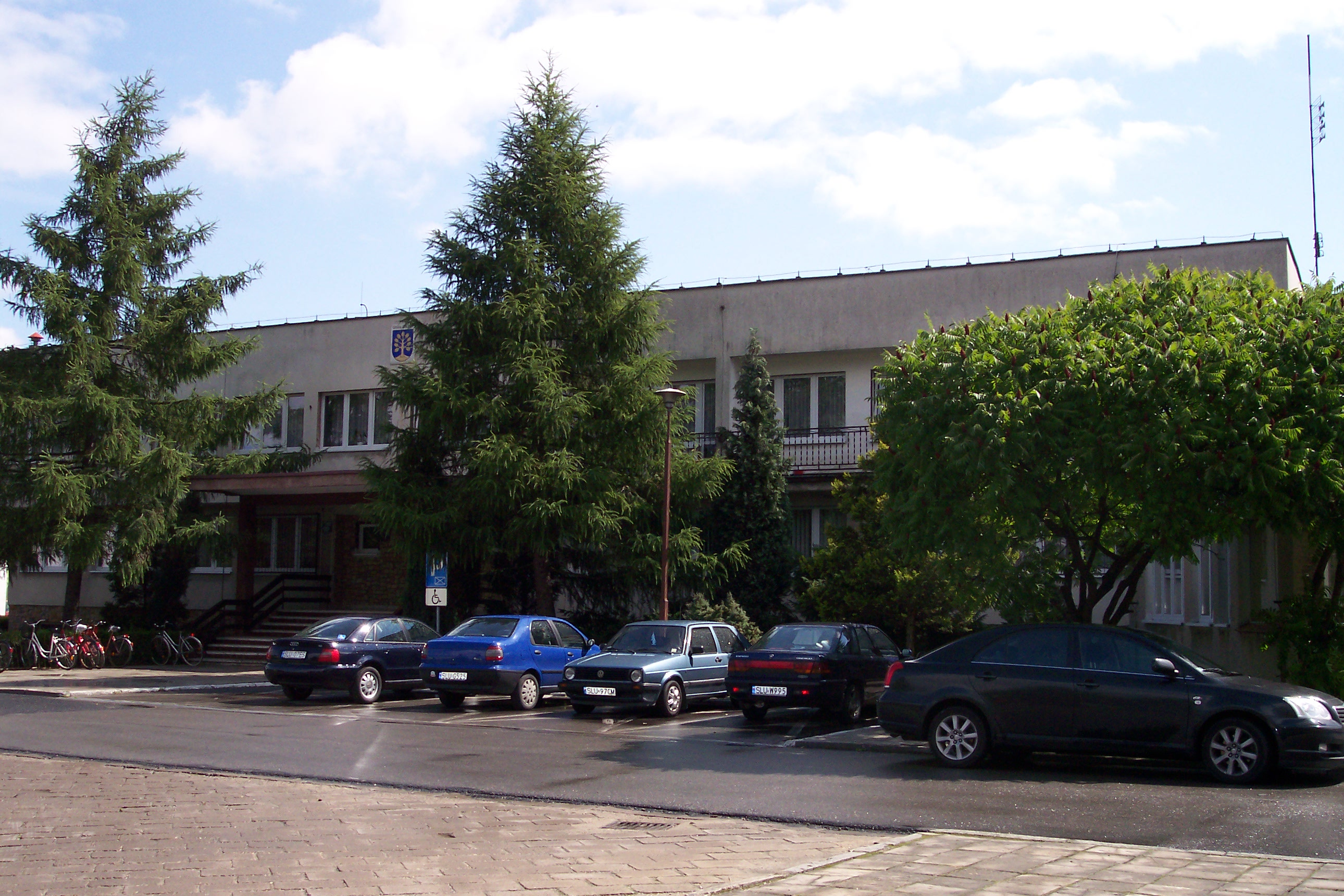
Urząd Gminy Ciasna
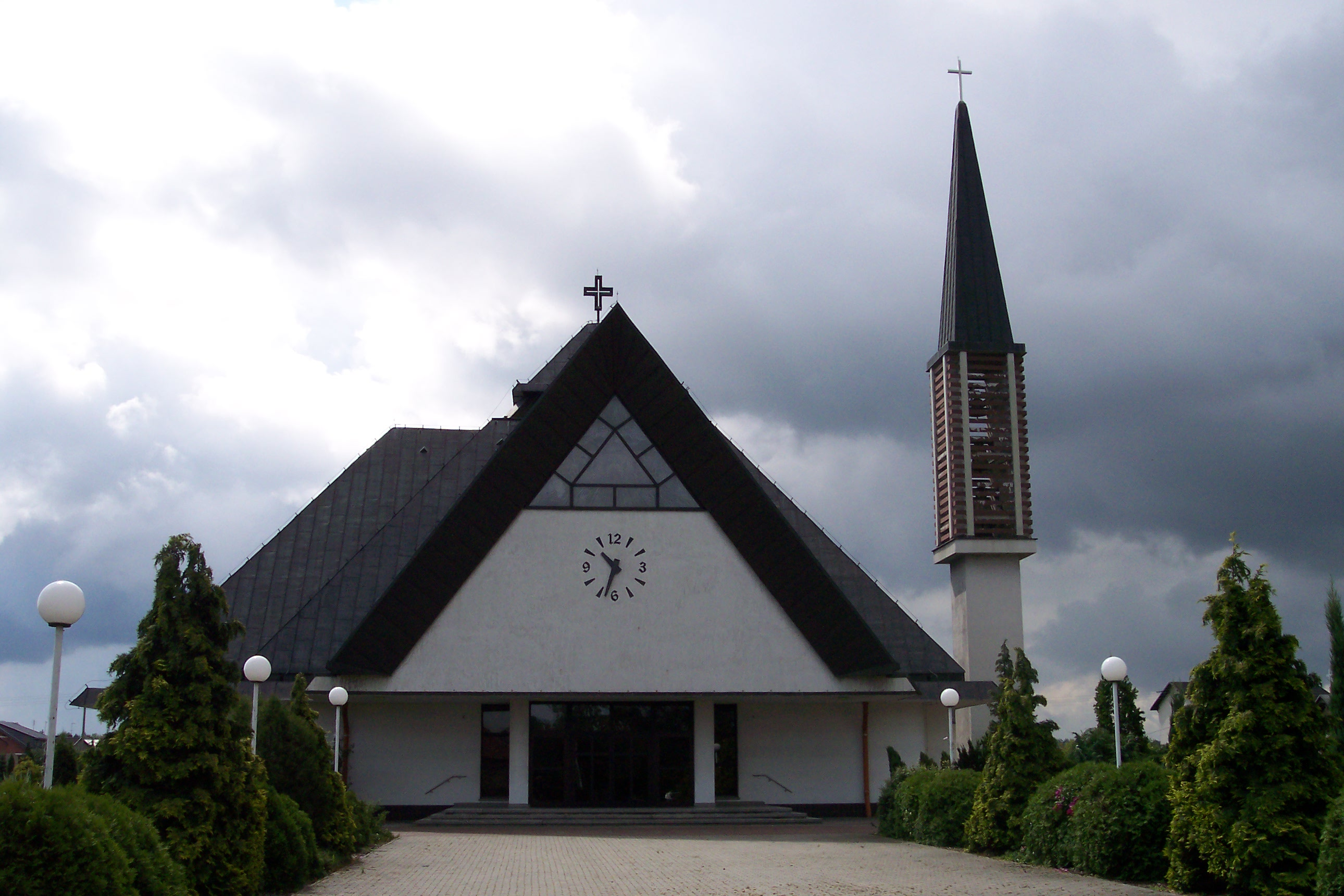
Kościół parafialny